# Supercoupe de Croatie de football
La Supercoupe de Croatie de football est une compétition de football opposant le champion de Croatie au vainqueur de la Coupe de Croatie, disputée sur un match unique. 

## Palmarès
| Année | Vainqueur     | Score                    | Finaliste      |
| ----- | ------------- | ------------------------ | -------------- |
| 1992  | Hajduk Split  | 0–0 (ap), 3–1 (tab)      | Inker Zaprešić |
| 1993  | Hajduk Split  | 4–4, 0–0                 | Croatia Zagreb |
| 1994  | Hajduk Split  | 1–0, 0–1 (ap), 5-4 (tab) | Croatia Zagreb |
| 2002  | Dinamo Zagreb | 3–2                      | NK Zagreb      |
| 2003  | Dinamo Zagreb | 4–1                      | Hajduk Split   |
| 2004  | Hajduk Split  | 1–0                      | Dinamo Zagreb  |
| 2005  | Hajduk Split  | 1–0                      | HNK Rijeka     |
| 2006  | Dinamo Zagreb | 4–1                      | HNK Rijeka     |
| 2010  | Dinamo Zagreb | 1–0                      | Hajduk Split   |
| 2013  | Dinamo Zagreb | 1–1, 4–1 (tab)           | Hajduk Split   |
| 2014  | HNK Rijeka    | 2-1                      | Dinamo Zagreb  |
| 2019  | Dinamo Zagreb | 1–0                      | HNK Rijeka     |
| 2022  | Dinamo Zagreb | 0–0 (4-1t. a. b.)        | Hajduk Split   |
| 2023  | Dinamo Zagreb | 1–0                      | Hajduk Split   |

## Bilan par club
| Club          | Nombre de titres | Années                                         |
| ------------- | ---------------- | ---------------------------------------------- |
| Dinamo Zagreb | 8                | 2002, 2003, 2006, 2010, 2013, 2019, 2022, 2023 |
| Hajduk Split  | 5                | 1992, 1993, 1994, 2004, 2005                   |
| HNK Rijeka    | 1                | 2014                                           |